# 邑

汉字

邑是中国自先秦時代开始使用的聚落和行政单位名称。秦汉以后，行政上建立了郡县制，大量的邑转变为城:12。

## 字源
邑的甲骨文和金文字形相同。相关研究文章提及三种写法。后两种为上下结构，上有一“口”，下有一跪坐的“人”。于省吾认为，某字为“国之初文”，第一种写法为某字左半边，“乃邑之初文”。又有演变、“省作”。当代研究者认为后两种写法，是“强调邑为有人居住的地方或区域”。东汉《释名·释州国》解释：“邑……邑人聚会之称也。”中国学界多将邑字之上的“口”释之为城墙。除认为邑是有城墙的聚落外，有认为“口”为沟树之封，邑是无城墙的聚落:2—3。
甲骨文中有“作邑”的卜辞，郭沫若解释“作”为“丰”，认为是“封”字的异文。《周礼·地官》记载，大司徒之职“制其幾疆而沟封之，设其社稷之壝，而树之田主”。郑玄注：“沟，穿地为阻固也；封，起土界也。”王国维说：“古封、邦一字，封乃古人之经界。”亦有学者指出，夏商周时期，“邑”与城郭的概念区别严格，邑有沟树之固，但并无城的痕迹:3。

## 历史
先秦时代，将城市、聚落及其周边地区称为都邑、城邑、县邑、村邑等。《左传》：“凡邑有宗庙先君之主曰都，无曰邑。”而“无论通都大邑还是蕞尔小邦，都可称作邑”，另有大邑、天邑、新邑、邑人等词组:12，16。
周朝实行分封制，周天子将王畿之外的土地分封诸侯，直接管理王畿附近的土地、人民。邑是西周时代，最基础的政府行政和社会组织单位:5—6。西周时的邑依归属，分为王邑、封邑（诸侯之邑:3）、公邑等。